# Stanley Cup 1977
La finale della Stanley Cup 1977 è stata una serie al meglio delle sette gare che ha determinato il campione della National Hockey League per la stagione 1976-77. Al termine dei playoff si qualificarono per la serie finale i Montreal Canadiens e i Boston Bruins. I Canadiens nella serie finale di Stanley Cup usufruirono del fattore campo in virtù del maggior numero di punti ottenuti nella stagione regolare, 132 punti contro i 106 dei Bruins. La serie iniziò il 7 maggio e finì il 14 maggio con la conquista della Stanley Cup da parte dei Canadiens per 4 a 0.
Per i Canadiens si trattò della seconda apparizione consecutiva in finale dopo la vittoria nel 1976 contro i Philadelphia Flyers, mentre i Boston Bruins ritornarono in finale per la prima volta dopo tre anni, quando furono sconfitti nella finale del 1974 proprio dai Flyers. Questo fu il sesto successo consecutivo della franchigia canadese nei playoff contro i rivali di Boston, mentre Jacques Lemaire eguagliò Don Raleigh grazie alla seconda rete segnata in finale nei tempi supplementari dopo il gol contro i St. Louis Blues nella Stanley Cup del 1968.
Al termine della serie l'attaccante canadese Guy Lafleur fu premiato con il Conn Smythe Trophy, trofeo assegnato al miglior giocatore dei playoff.

## Contendenti

### Montreal Canadiens
I Montreal Canadiens conclusero la stagione regolare al primo posto nella Norris Division con 132 punti qualificandosi al primo posto assoluto della lega. Nei quarti di finale sconfissero per 4-0 i St. Louis Blues, mentre nelle semifinali affrontarono i New York Islanders e li superarono per 4-2.

### Boston Bruins
I Boston Bruins conclusero la stagione regolare in prima posizione nella Adams Division con 106 punti che valsero loro la terza posizione nella lega. Nei quarti di finale batterono i Los Angeles Kings per 4-2 mentre nelle semifinali sconfissero per 4-0 i Philadelphia Flyers.

## Serie

### Gara 1
| Montréal 7 maggio 1977 | Boston Bruins | 3 – 7 (1-3; 2-1; 0-3) referto                                                            | Montreal Canadiens | Forum de Montréal (17.311 spett.) |
| \| \| \| \| \| Park 05:23 O'Reilly 31:54 Schmautz 36:35 \| Marcatori \| 01:45 Risebrough 04:23, 53:58 Lambert 14:35, 42:04 Tremblay 25:08 Lemaire 40:59 Chartraw \| |               |                                                                                          |                    |                                   |
| |               |                                                                                          |                    |                                   |
| Park 05:23 O'Reilly 31:54 Schmautz 36:35 | Marcatori     | 01:45 Risebrough 04:23, 53:58 Lambert 14:35, 42:04 Tremblay 25:08 Lemaire 40:59 Chartraw |                    |                                   |

### Gara 2
| Montréal 10 maggio 1977                                                        | Boston Bruins | 0 – 3 (0-0; 0-2; 0-1) referto                | Montreal Canadiens | Forum de Montréal (17.360 spett.) |
| \| \| \| \| \| \| Marcatori \| 07:43 Mahovlich 32:07 Risebrough 45:40 Shutt \| |               |                                              |                    |                                   |
|                                                                                |               |                                              |                    |                                   |
|                                                                                | Marcatori     | 07:43 Mahovlich 32:07 Risebrough 45:40 Shutt |                    |                                   |

### Gara 3
| Boston 12 maggio 1977                                                                                       | Montreal Canadiens | 4 – 2 (3-0; 0-1; 1-1) referto | Boston Bruins | Boston Garden (14.597 spett.) |
| \| \| \| \| \| Lafleur 04:08, 52:52 Shutt 07:58 Lemaire 18:29 \| Marcatori \| 26:32 Sheppard 58:34 McNab \| |                    |                               |               |                               |
| |                    |                               |               |                               |
| Lafleur 04:08, 52:52 Shutt 07:58 Lemaire 18:29                                                              | Marcatori          | 26:32 Sheppard 58:34 McNab    |               |                               |

### Gara 4
| Boston 14 maggio 1977                                                 | Montreal Canadiens | 2 – 1 (d.t.s.) (0-1; 1-0; 0-0) referto | Boston Bruins | Boston Garden (14.597 spett.) |
| \| \| \| \| \| Lemaire 21:34, 64:32 \| Marcatori \| 11:38 Schmautz \| |                    |                                        |               |                               |
|                                                                       |                    |                                        |               |                               |
| Lemaire 21:34, 64:32                                                  | Marcatori          | 11:38 Schmautz                         |               |                               |

## Roster dei vincitori
| Vincitori della Stanley Cup 1977 Canadiens de Montréal | Portieri: Michel Laroque, Ken Dryden Difensori: Bill Nyrop, Guy Lapointe, Serge Savard, Larry Robinson, Pierre Bouchard, Rick Chartraw Attaccanti: Jim Roberts, Doug Risebrough, Guy Lafleur, Yvon Lambert, Yvan Cournoyer (C), Mario Tremblay, Réjean Houle, Murray Wilson, Peter Mahovlich, Doug Jarvis, Steve Shutt, Bob Gainey, Pierre Mondou, Jacques Lemaire, Mike Polich Staff Tecnico: Scotty Bowman (Allenatore) |